# رومانو سكوت
رومانو سكوت (بالإنجليزية: Romano Scott)‏ (4 يناير 1985 بكيب تاون في جنوب أفريقيا - ) هو لاعب كرة قدم جنوب أفريقي في مركز الوسط. لعب مع سانتوس.

## وصلات خارجية
- رومانو سكوت على موقع قاعدة بيانات كرة القدم.إي يو (الإنجليزية)